# Drake (nome)
Drake  è un nome proprio di persona inglese maschile.

## Origine e diffusione
Si tratta di una ripresa dell'omonimo cognome inglese: esso può derivare sia dal nome norreno Draki che dal nome inglese antico Draca, che significano entrambi "drago". Tali termini costituiscono dei prestiti dal latino draco, a sua volta dal greco antico δρακον (drakon), che significava originariamente "serpente", "grande pesce di mare".

## Onomastico
Non ci sono santi con questo nome, che è quindi adespota. L'onomastico si può festeggiare il 1º novembre, giorno di Ognissanti.

## Persone
- Drake, attore e rapper canadese

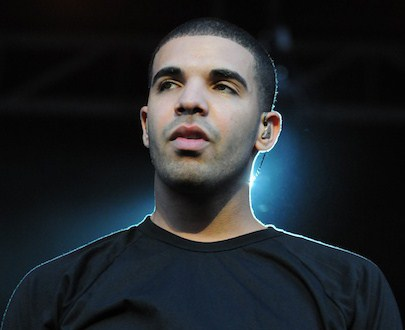
Drake

- Drake Bell, attore, cantautore e musicista statunitense
- Drake Diener, cestista statunitense
- Drake Doremus, regista e sceneggiatore statunitense
- Drake Dunsmore, giocatore di football americano statunitense
- Drake Nevis, giocatore di football americano statunitense

## Il nome nelle arti
- Drake è il nome di due personaggi della serie Pokémon.
- Drake Demon è un personaggio della serie televisiva Streghe.
- Drake Mallard, più noto come Darkwing Duck, è il protagonista dell'omonima serie animata.
- Drake Parker è un personaggio della serie televisiva Drake & Josh.